# اچ‌ام‌تی بردون (تی۲۲۳)
اچ‌ام‌تی بردون (تی۲۲۳) (به انگلیسی: HMT Bredon (T223)) یک زیردریایی بود که طول آن ۱۵۵ فوت (۴۷ متر) بود. این زیردریایی در سال ۱۹۴۱ ساخته شد.